# Reprezentacja Kazachstanu na Mistrzostwach Świata w Narciarstwie Klasycznym 2007
Reprezentacja Kazachstanu na Mistrzostwach Świata w Narciarstwie Klasycznym 2007 liczyła 22 sportowców. Najlepszym wynikiem było 5. miejsce w sprincie drużynowym mężczyzn.

## Medale

### Złote medale
Brak

### Srebrne medale
Brak

### Brązowe medale
Brak

## Wyniki

### Biegi narciarskie mężczyzn
Sprint
- Aleksiej Połtoranin – 17. miejsce
- Nikołaj Czebot´ko – 19. miejsce
- Siergiej Czeriepanow – 26. miejsce
- Jewgienij Koszewoj – dyskwalifikacja

Sprint drużynowy
- Nikołaj Czebot´ko, Jewgienij Koszewoj – dyskwalifikacja

Bieg na 15 km
- Siergiej Czeriepanow – 23. miejsce
- Nikołaj Czebot´ko – 31. miejsce
- Maksim Odnodworcew – 47. miejsce
- Jewgienij Koszewoj – dyskwalifikacja

Bieg na 30 km
- Siergiej Czeriepanow – 22. miejsce
- Andriej Gołowko – 23. miejsce
- Aleksiej Połtoranin – 32. miejsce
- Maksim Odnodworcew – 34. miejsce

Bieg na 50 km
- Maksim Odnodworcew – 23. miejsce
- Andriej Kondroszew – dyskwalifikacja
- Andriej Gołowko – nie ukończył

Sztafeta 4 × 10 km
- Andriej Gołowko, Aleksiej Połtoranin, Maksim Odnodworcew, Andriej Gołowko – 7. miejsce

### Biegi narciarskie kobiet
Sprint
- Oksana Jacka – 40. miejsce (odpadła w kwalifikacjach)
- Jelena Antonowa – 42. miejsce (odpadła w kwalifikacjach)
- Jelena Kołomina – 48. miejsce (odpadła w kwalifikacjach)
- Natalja Isaczenko – 56. miejsce (odpadła w kwalifikacjach)

Sprint drużynowy
- Oksana Jacka, Jelena Kołomina – 5. miejsce

Bieg na 10 km
- Oksana Jacka – 14. miejsce
- Jelena Kołomina – 26. miejsce
- Swietłana Małachowa – 28. miejsce
- Natalja Isaczenko – 45. miejsce

Bieg na 15 km
- Oksana Jacka – 28. miejsce
- Swietłana Małachowa – 29. miejsce
- Jelena Kołomina – 34. miejsce
- Tatjana Roszczina – 50. miejsce

Bieg na 30 km
- Jelena Antonowa – 29. miejsce
- Oksana Jacka – 33. miejsce
- Jelena Kołomina – 34. miejsce
- Natalja Isaczenko – 39. miejsce

Sztafeta 4 × 5 km
- Jelena Kołomina, Jelena Antonowa, Oksana Jacka, Swietłana Małachowa – 11. miejsce

### Kombinacja norweska
Sprint HS 134 / 7,5 km
- Konstantin Sokolenko – 42. miejsce
- Siergie Szarabajew – 43. miejsce
- Anton Kankienow – 44. miejsce
- Aleksandr Gurin – 45. miejsce

HS 100 / 15,0 km metodą Gundersena
- Konstantin Sokolenko – 48. miejsce
- Siergiej Szarabajew – 49. miejsce
- Anton Kankienow – nie ukończył
- Aleksandr Gurin – nie ukończył

Kombinacja drużynowa
- Konstantin Sokolenko, Anton Kankienow, Siergiej Szarabajew, Aleksandr Gurin – 10. miejsce

### Skoki narciarskie
Normalna skocznia indywidualnie HS 100
- Radik Żaparow – 24. miejsce
- Nikołaj Karpienko – 48. miejsce
- Aleksiej Korolow – odpadł w kwalifikacjach
- Iwan Karaułow – odpadł w kwalifikacjach

Duża skocznia indywidualnie HS 134
- Radik Żaparow – 26. miejsce
- Nikołaj Karpienko – 36. miejsce
- Asan Tachtachunow – odpadł w kwalifikacjach
- Aleksiej Korolow – odpadł w kwalifikacjach

Duża skocznia drużynowo HS 134
- Asan Tachtachunow, Iwan Karaułow, Nikołaj Karpienko, Radik Żaparow – 11. miejsce